# Ballinkillen

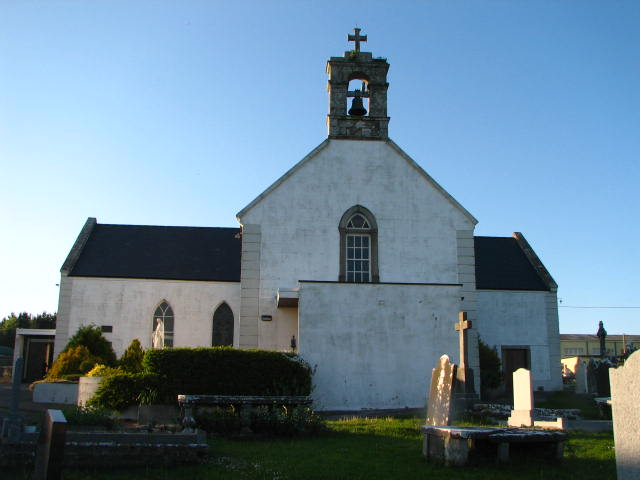
Kerk van Ballinkillin

Ballinkillen (Iers: Baile an Cillin , wat 'stad met de kerk betekent'), is een plaats in Ierse graafschap Carlow. Het ligt in het westen van het graafschap en telt ongeveer 74 inwoners.
Ballinkillen · Ballon · Ballymurphy · Borris · Carlow · Clonegal · Clonmore · Fennagh · Hacketstown · Kildavin · Leighlinbridge · Muine Bheag · Myshall · Nurney · Old Leighlin · Rathvilly · Royal Oak · St Mullin's · Tinryland · Tullow